# When Silence Is Broken, the Night Is Torn
| Оценки критиков | Оценки критиков |
| Источник        | Оценка          |
| --------------- | --------------- |
| Sputnikmusic    | (3.2/5)         |

When Silence Is Broken, the Night Is Torn — дебютный мини-альбом американской рок-группы Eyes Set to Kill, вышедший 6 июля 2006 года. Это последний альбом, записанный при участии вокалистки Линдси Вогт и второго гитариста Алекса Торреса. Альбом также был переиздан как дополнение к DVD A Day with Eyes Set to Kill и продан количеством 11,000 копий.

## Список композиций
| №                   | Название                      | Длительность |
| ------------------- | ----------------------------- | ------------ |
| 1.                  | «Intro/This Love You Breathe» | 5:44         |
| 2.                  | «Liar In The Glass»           | 3:57         |
| 3.                  | «Darling»                     | 4:00         |
| 4.                  | «Young Blood Spills Tonight»  | 4:38         |
| 5.                  | «Bitter Pill»                 | 4:43         |
| 6.                  | «Beauty Through Broken Glass» | 2:34         |
| 7.                  | «Pure White Lace»             | 4:46         |
| Общая длительность: | Общая длительность:           | 30:23        |

| №  | Название                      | Длительность |
| -- | ----------------------------- | ------------ |
| 1. | «Intro»                       | 1:57         |
| 2. | «This Love You Breathe»       | 4:40         |
| 3. | «Liar In The Glass»           | 4:00         |
| 4. | «Darling»                     | 4:17         |
| 5. | «Interlude»                   | 2:38         |
| 6. | «Young Blood Spills Tonight»  | 4:20         |
| 7. | «Bitter Pill»                 | 4:58         |
| 8. | «Beauty Through Broken Glass» | 2:34         |
| 9. | «Pure White Lace»             | 4:47         |

## Участники записи
- Брэндон Андерсон — скрим, клавишные, синтезатор, программирование
- Линдси Вогт — чистый вокал
- Алексия Родригез — ритм-гитара, клавишные, пианино, бэк-вокал
- Алекс Торрес — соло-гитара, бэк-вокал
- Анисса Родригез — бас-гитара
- Милад Садеджи — барабаны